# Troldhede
Troldhede is een plaats in de Deense regio Midden-Jutland. Het dorp maakt deel uit van de gemeente Ringkøbing-Skjern, en telt 651 inwoners (2008).

Troldhede heeft een station aan de spoorlijn van Skjern naar Herning.